# Río Yuna
Der Río Yuna ist ein Fluss in der Dominikanischen Republik. Der Fluss ist mit 138 km Länge der zweitlängste Fluss des Landes. Bei Überflutungen in den Jahren 2000 und 2004 starben Menschen und Unterkünfte wurden zerstört.
Der Fluss hat seine Quelle auf einem Berg der Cordillera Central nordwestlich der Stadt Bonao. Er schlängelt sich in Richtung Nordosten und wird größer, während er durch die Stadt Cotuí fließt. Er mündet bei der Bucht von Samaná im Nordosten des Landes ins Meer.